# ミュージックキャッスル
『ミュージックキャッスル』とは、ニッポン放送で2012年10月6日から2013年3月30日に放送されたラジオ番組である。

## 概要
毎週1人または1組のミュージシャンの歴史を語りながら、主な曲をかける。

## 放送時間
- 毎週土曜日 21時-21時30分[1][2]

## パーソナリティ
- 和音美桜[1][2]

## スタッフ
- 構成 : 小林偉
- 演出 : 山口美奈